# Laura Negrisoli
Laura Negrisoli (Castel Goffredo, 7 settembre 1974) è una tennistavolista italiana.

## Biografia
Ha vinto la medaglia d'oro nella gara a squadre del 2003 ai Campionati europei di tennistavolo. Ha gareggiato nel 1996 e nel 2008 ai Giochi della XXIX Olimpiade.
L'Italia ha vinto la sua unica medaglia di bronzo ai Campionati mondiali di tennis tavolo nel 2000, nella categoria doppio misto. L'impresa è stata compiuta da Massimiliano Mondello e Laura Negrisoli. Questo risultato rappresenta il miglior piazzamento nella storia del tennis tavolo italiano a livello mondiale.
Nel giugno 2016 ha annunciato il suo ritiro.